# Puy-Paulin
Puy-Paulin fou una senyoria de França, a Gascunya, a la regió de Bordeus.
S'esmenta un Heli amb propietats a la regió vers el 1060. El seu fill Renaud fou senyor de Lamarca (Lamarque); el fill d'aquest, Arnau, prebost de Bordeus, va morir el 1119 i va deixar el càrrec al seu fill Pere I, mort el 1145. El seu fill Pere II fou el primer senyor de Puy-Paulin i va morir el 1190, passant la successió al seu fill Pere III, conegut com a Pere de Bordeus, que va morir passat el 1251. Pere va ser nomenat també captal de Buch. Només va deixar una filla, Asalida, que es va casar el 1307 amb Pere de Grailly, a qui va aportar la senyoria de Puy-Paulin, el Captalat de Buch i la resta de possessions de la seva casa. Puy-Paulin va seguir en mans de la casa de Grailly, i després Foix-Grailly.